# Yiruma
Yiruma, właśc. Lee Ru-ma (kor. 이루마) (ur. 15 lutego 1978) – południowokoreański pianista i kompozytor.
Yiruma występował na koncertach w Azji, Europie i Ameryce Północnej. Jego Alma Mater, King’s College London, pomogła mu zdobyć popularność w Europie. Wśród jego utworów najbardziej popularne są „River Flows in You”, „Kiss the Rain” i „May Be”. Najpopularniejszy album pianisty, First Love, został wydany w 2001 roku.
Zaczął grać na fortepianie w wieku pięciu lat. Do Londynu przeniósł się w 1988 roku, aby rozpocząć naukę w The Purcell School of Music. Do 2006 roku miał podwójne obywatelstwo, Korei Południowej i Wielkiej Brytanii, kiedy to zrezygnował z obywatelstwa brytyjskiego, aby służyć w marynarce wojennej Korei Południowej.
16 listopada 2014 roku dał swój pierwszy koncert w Polsce, który odbył się w Centrum ICE Kraków.

## Albumy

### Albumy studyjne
- 2001: Love Scene
- 2001: First Love
- 2003: From The Yellow Room
- 2004: Nocturnal Lights... They Scatter
- 2005: Destiny of Love
- 2005: Poemusic
- 2006: H.I.S. Monologue
- 2008: P.N.O.N.I
- 2009: Missing You
- 2012: Stay in Memory
- 2013: Blind Film
- 2015: Piano
- 2017: Frame

### Albumy koncertowe
- 2005: Yiruma: Live at HOAM Art Hall

### Filmowe ścieżki dźwiękowe
- 2002: Oasis and Yiruma
- 2002: Doggy Poo